# 小利斯特文
51°43′12″N 31°0′38″E / 51.72000°N 31.01056°E
小利斯特文（烏克蘭語：Малий Листвен），是烏克蘭北部的村莊，隸屬切爾尼希夫州的切爾尼希夫區。該村始建於1662年，面積1.58平方公里，海拔高度140米，2001年人口299，人口密度每平方公里189.2人。